# Novakomycetes
Pneumocystomycetes Dlauchy, G. Péter & Čadež – klasa grzybów z gromady workowców (Ascomycota).

## Systematyka
Klasa Novakomycetes to takson monotypowy z jednym tylko gatunkiem:
- podklasa incertae sedis
  - rząd: Novakomycetales Dlauchy, G. Péter & Čadež 2021
    - rodzina: Novakomycetaceae Dlauchy, G. Péter & Čadež 2021
      - rodzaj: Novakomyces Dlauchy, G. Péter & Cadež 2021[2].
        - gatunek Novakomyces olei Dlauchy, G. Péter & Čadež 2021[2].

Taksony te po raz pierwszy opisali Dlauchy, G. Péter i Čadež w 2021 r.